# Agnes Gutter
Agnes Gutter (* 8. August 1917 in Zürich; † 21. April 1982 in Solothurn) war eine schweizerische Märchen-, Kinderliteratur- und Jugendliteraturforscherin.

## Leben und Wirken
Zusammen mit ihrem um sechs Jahre jüngeren Bruder wuchs sie in Kilchberg auf. Nach Absolvierung des Mädchengymnasiums studierte Agnes Gutter Medizin, da sie Missionsärztin werden wollte. Doch aus gesundheitlichen Gründen brach sie ihr Medizinstudium ab. Im Alter von 22 Jahren trat sie der Schwesterngemeinschaft Seraphisches Liebeswerk Solothurn (Tertiär-Orden) bei und legte am 4. Oktober 1941 feierliche Versprechen ab. Auf Bitten der Communitätsleitung studierte Agnes Gutter Rechtswissenschaften an der Universität Fribourg. Ihr Studium schloss sie 1948 mit der Promotion ab. Das Thema ihrer Dissertation lautete: „Freie und Staatliche Fürsorge – Eine sozialtheoretische Untersuchung mit besonderer Berücksichtigung der Staatsutopien“. Bis 1956 war sie als Juristin im Archiv und in der Abteilung „Rechtsdienst“, an die sich Mitschwestern mit rechtlichen Problemen wenden konnten, tätig.
Die juristische Disziplin entsprach Agnes Gutter nicht besonders gut. Sie baute eine beachtliche Studien- und Bildungsbibliothek auf. Ihr Hauptinteresse galt der Kinder- und Jugendliteratur. Unter Agnes Gutters Federführung wurde 1955 der Arbeitskreis Jugendliteratur gegründet, der weit über die Grenzen der Schweiz hohe Anerkennung fand. Seine Aufgaben waren:

„Er soll über Inhalte der Jugendliteratur informieren können, diese bewerten und sich mit der praktischen Verwendbarkeit dieser Literatur auseinandersetzen. Ein Schwerpunkt dieser Arbeit war: Welche Jugendliteratur spricht geistig und/oder geschädigte junge LeserInnen an und fördert sie auf ihrem Lebensweg?“

Besondere Aufmerksamkeit widmete Agnes Gutter der religiösen Kinder- und Jugendliteratur, die sich ihrer Ansicht nach Anfang der 1960er Jahre in einer Krise befand:

„Jene, die sich in besonderer Weise für die religiöse Jugendliteratur interessieren müssen – und das sind vor allem die Geistlichen, sodann die Verleger und die Besprechungs- und Beratungsstellen – nehmen mehr und mehr wahr, wie die zu einem guten Teil unerfreuliche Situation dieses Jugendschrifttums in eine Krise ausmündet.“

1968 erschien ihre Publikation „Märchen und Märe“, die mit den Fachliteraturpreis des Premio Europeo Città di Caorle ausgezeichnet wurde. Darin deutet Agnes Gutter die Märchen aus tiefenpsychologischer Sicht. So interpretiert sie z. B. das Vorgehen im „Hexenhaus“ des Märchens Hänsel und Gretel als Ablösungsprozess. Für sie ist es Hänsel, der, obgleich von seiner Mutter ausgesetzt, noch immer im „Mutterbild“ gefangen ist:

„So geht die Selbständigkeit, welcher er entgegenwachsen muß, in seiner Bindung zur Mutter unter, sie wird somit verschlungen. Deshalb hat die Hexe ihn ‚zum Fressen gern‘“

Neben ihren vielfältigen Aufgaben unterrichtete Agnes Gutter u. a. die Fächer Armenrecht und Jugendliteratur am 1933 gegründeten Solothurner Sozialpädagogischen Fürsorgerinnenseminar des Seraphischen Liebeswerks (heute Fachhochschule Solothurn Nordwestschweiz), ferner Jugendliteratur am Jugendleiterinnenseminar (heute Katholische Hochschule Freiburg) in Freiburg im Breisgau sowie am Heilpädagogischen Seminar (heute Interkantonale Hochschule für Heilpädagogik Zürich) in Zürich.
Nach langer schwerer Krankheit starb Agnes Gutter im Alter von 64 Jahren an den Folgen einer Krebserkrankung.

## Werke (Auswahl)
- Freie und staatliche Fürsorge. Eine sozialtheoretische Untersuchung  mit besonderer Berücksichtigung der Staatsutopien. Solothurn 1948.
- Bemerkungen zum gegenwärtigen Stand der religiösen Jugendliteratur. In: Pädagogische Welt. 1962, S. 44–448, 501–504, 557–560 u. 669–670.
- Märchen und Märe. Psychologische Deutung und pädagogische Wertung. Solothurn 1968.
- Jugendliteratur und Verkündigung. In: Informatio. 1972, S. 68–77.
- Progressive Märchen? In: Informatio. H. 1, 1974, S. 83–87.
- Es ist ein Band von meinem Herzen… Zur Bedeutung des Märchens „Der Froschkönig oder der eiserne Heinrich“ für die Psychohygiene. Solothurn 1976.
- Zur psychosexuellen Reifung im Volksmärchen. Freudianische Aspekte im Märchen vom Tischlein deck dich. Solothurn 1977.
- Skizzen zur Methodik und Didaktik des Jugendliteratur-Unterrichts. 1. Teil Methodische Probleme und Anregungen. Solothurn 1977.
- Alter, Krankheit und Tod in der Jugendliteratur. In: Informatio. 1977, S. 88–106, 128–135 und 1978, S. 8–16 und 94–99.
- Familie als Risiko und Chance. Solothurn 1978.